# Ștefan Ștefănescu (istoric)
Ștefan Ștefănescu (n. 24 mai 1929, Goicea Mică, Dolj -  d. 29 decembrie 2018, București) a fost un istoric român, membru titular (1992) al Academiei Române.

## Distincții
- Ordinul „Steaua Republicii Socialiste România” clasa a III-a (4 mai 1971) „cu prilejul aniversării a 50 de ani de la constituirea Partidului Comunist Român, [...] pentru merite deosebite în opera de construire a socialismului”[5]